# الحزب الجمهوري الاشتراكي المستقل
الحزب الجمهوري الاشتراكي المستقل (بالفرنسية: Parti Républicain Socialiste Indépendent)‏ كان حزبا سياسيا في السنغال. الحزب تأسس العام 1919 من قبل بليز دياغني الزعيم السياسي السنغالي وعمدة داكار، والذي كان أول أفريقي أسود ينتخب في الجمعية الوطنية الفرنسية.
في الانتخابات البلدية عام 1919 حيث فازت قوائم مرشحي الحزب في جميع البلديات الأربع في السنغال آنذاك.